# 문화 정신의학
문화 정신의학은 정신건강에 미치는 사회문화적 요인의 영향, 혹은 이를 증진시키는 사회문화적 자원을 탐구하는 학문으로서 사회 정신의학과 함께 정신의학의 한 축을 이루며 문화권이 다른 지역의 정신장애의 비교로 시작된 비교정신의학(Comparative psychiatry)의 원조, 크레펠린(Emil Kraepelin)의 인도네시아(자와섬)에서의 연구에서 비롯되어 후에 정신분석적 이론을 갖춘 문화인류학자와 정신의학자에 의하여 미국, 캐나다에서 특히 번성된 학문분야다. 

## 저서
- 스티븐 후안,「뇌의 기막힌 발견」 ISBN 9788990795281